# 国鉄タキ35000形貨車
国鉄タキ35000形貨車（こくてつタキ35000がたかしゃ）は、1966年（昭和41年）から製作された、日本国有鉄道（国鉄）に車籍を有したガソリン専用の 35 t 積タンク貨車である。
同一の車体構造で同時に製作された石油類専用タンク車タキ45000形についても本項目で解説する。

## 概要
国鉄初の 35 t 積ガソリン専用タンク車タキ9900形の後継形式として開発された、新設計の 35 t 積ガソリン専用タンク車である。
従来、車両メーカー各社が各々別個に開発を進め、多数の形式・仕様の車両を競作していた体制を見直し、メーカー間で仕様を統一する「標準設計方式」を国鉄貨車で初めて採り入れた形式である。簡素な構造で荷重拡大が可能となり、煩雑な製作工程や構造上の欠点が顕在化したタキ9900形に代わって大量に製作された。
35 t 積ガソリンタンク車の事実上の標準形式となったほか、工作が容易であることから、本形式の構造は多数のタンク車に応用され、種々の派生形式が開発された。同様の構造を持つ関連形式は「35系タンク車」とも通称される。

## 構造

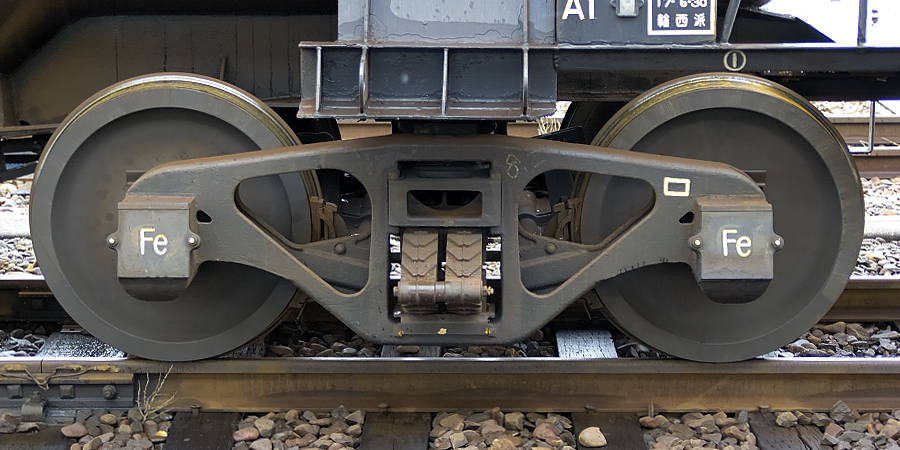
TR41C形台車（タキ42750形、岩見沢駅、2007年10月）

タキ9900形で用いたフレームレス構造を廃し、中梁を省略した台枠上に耐候性高張力鋼を用いて軽量化したタンク体を搭載する方式を採用する。台枠は「工」の字の断面を持つ鋼板溶接組立方式で、中央部の台枠高さは連結器高さと同じ880 mmとされた。
タンク体は中央部が直円柱形状、両端部が車端に向かって径が小さくなる円錐形状の異径胴で、「葉巻型」と形容される。重心を下げるため、タンク体中央部は台枠中央部に落とし込み、タンク体は前後の受台と台枠側梁中央部の側受で支持される構造である。
各部の仕様は軽量化と強度確保が図られ、台枠付の構造でありながら自重は約 16.0 t に抑えられ、タキ9900形より約 1.5 t 軽量化された。全長は 12,620 mm で、タキ9900形より僅かに短い。外部塗色は黒色である。
積込設備としてマンホールをタンク体上部に設ける。従来車にあった上部ドームは装備せず、2個の安全弁はタンク体上部に直接設置される。取卸はタンク下部中央に設けた吐出管を用いる「下出し方式」である。
台車は当初、平軸受・重ね板ばねの枕ばねをもつベッテンドルフ式の TR41C 形を装備し、後年製作の車両では細部を改良した TR41G 形・TR41E 形などに移行した。ボギー中心間距離の短いタキ45000形では走行安定性向上のため、枕ばねのコイルばね化・オイルダンパ併設を1976年（昭和51年）から全車に施し、台車形式を TR41DS-12に変更している。

ブレーキ装置は積空切替式の自動空気ブレーキを搭載し、車体側面に足踏みテコ式の留置ブレーキを備える。最高速度は 75 km/h である。

## 形式別概要

### タキ35000形
35 t 積のガソリン専用タンク車である。1966年（昭和41年）8月30日から1973年（昭和48年）10月26日にかけて1,108両（タキ35000 - タキ36107）が日立製作所、三菱重工業、日本車輌製造、富士車輌、富士重工業、飯野重工業、川崎車輛、汽車製造、帝國車輛工業、東急車輛製造、新潟鐵工所の11社で製作された。
落成時の所有者は、日本石油輸送、三菱石油、モービル石油、エッソ・スタンダード石油、日本漁網船具、ゼネラル石油、日本陸運産業、日本石油、昭和石油、大協石油、シェル石油、共同石油、豊年製油、石油荷役、九州石油の15社であった。その後の石油業界の再編により様々な名義変更が行われた。
塗色は、黒又は青15号であり、全長は12,620 mm、全幅は2,720 mm、全高は3,724 mm、台車中心間距離は8,820 mm、実容積は47.9 m3、自重は16.0 t、換算両数は積車5.0、空車1.6、最高運転速度は75 km/h、台車はタキ35000 - タキ36079がベッテンドルフ式のTR41C、タキ36080 - タキ36099がTR41G、タキ36100以降が平軸受・コイルばね式のTR41E-12である。
タンク体は35系標準の葉巻型で、両端直径は2,050 mm、中央部直径は2,500 mm、長さは11,520 mmである。台枠長さは11,820 mmである。
標準設計車であり主要部の仕様に大きい変化はないが、製作途中から留置ブレーキが車体の両側に装備されたほか、台車も細部を改良した種々の形式が用いられる。一部には荷役設備に改造を施し、特殊品目輸送に対応させた車両も存在した。
1979年（昭和54年）10月より化成品分類番号「燃32」（燃焼性の物質、引火性液体、危険性度合1（大））が標記された。
1987年（昭和62年）4月の国鉄分割民営化時には1,091両の車籍がJR貨物に継承され、1995年（平成7年）度末時点では974両が現存していたが、2009年（平成21年）度に最後まで在籍した90両が廃車となり同時に形式消滅となった。

### タキ45000形
35 t 積の石油類（除ガソリン）専用タンク車で、タキ35000形の石油類版である。1966年（昭和41年）9月22日から1973年（昭和48年）12月19日にかけて589両（コタキ45000 - コタキ45588）が、川崎車輛、日本車輌製造、富士重工業、新潟鐵工所、日立製作所の5社でにて製作された。
記号番号表記は特殊標記符号「コ」（全長 12 m 以下）を前置し「コタキ」と標記する。
C重油など高比重・高粘度の油種を輸送するための車両で、このため耐候性高張力鋼製のタンク体内部には取卸時に積荷の流動性を確保するため、タンク内部に高圧蒸気を通す加熱管を装備する。またこの保守点検用にタンク端の鏡板には大型の点検蓋を設けた。これら付加装備があるため、自重はタキ35000形とほぼ同等である。
落成時の所有者は、昭和石油、モービル石油、エッソ・スタンダード石油、日本漁網船具、シェル石油、日本石油、大協石油、共同石油、日本石油輸送、キグナス石油の10社であった。その後の石油業界の再編により様々な名義変更が行われた。
1979年（昭和54年）10月より化成品分類番号「燃31」（燃焼性の物質、引火性液体、 危険性度合2（中））が標記された。
後年、重油の輸送需要減少で大量の余剰車が発生し、一部は他用途向けに改造された。改造の詳細については後述する。
塗色は、黒又は青15号であり、全長は11,300 mm、全幅は2,720 mm、全高は3,825 mm、台車中心間距離は7,500 mm、実容積は41.1 m3、自重は16.0t、換算両数は積車5.0、空車1.6、最高運転速度は75 km/h、台車はベッテンドルフ式のTR41C、TR41Gと平軸受・コイルばね式のTR41DS-12、TR41E-12である。
タンク体は35系標準の葉巻型で、両端直径は2,050 mm、中央部直径は2,500 mm、長さは10,200 mmである。台枠長さは10,500 mmである。
1987年（昭和62年）4月の国鉄分割民営化時には479両の車籍がJR貨物に継承され、1995年（平成7年）度末時点では374両が現存していたが、2008年（平成20年）度に最後まで在籍した12両が廃車となり同時に形式消滅となった。

## 他形式への改造車

### タキ10000形外部加熱試験車への改造
35 t 積石油類（除ガソリン）専用車で、石油類専用タンク車の内部に設置する加熱用の高圧蒸気管を、点検整備に有利なタンク体外部に設置する方式を検証するための車両である。1979年（昭和54年）2月19日にタキ35000形（タキ36104）から1両（タキ10084）が改造された。既に存在した 35 t 積石油類専用車タキ10000形に編入され、最終番号の続番を付したが、両者に仕様上の関連はない。
タンク体は両端を斜円錐形状とした新規製作品に交換した。加熱管はタンク体側面下部の表面に設置し、遮熱用の覆い板を設ける。種車の台車は枕ばねにコイルばねを用い、オイルダンパを併設した TR41E 形であったが、積車重量増加に伴い改造を施した TR41ES-13 形とされた。台枠・ブレーキ装置は種車のものを流用する。外部塗色は黒色である。

### タキ15800形への改造
タキ45000形の余剰車のうち5両は1983年（昭和58年）に35 t 積エチレングリコール専用車タキ15800形に改造された。車両番号はコタキ15819 - コタキ15823で、既に存在したタキ15800形新製車の続番である。タンク体をステンレス製の新規製作品に更新し、台枠・台車・ブレーキ装置は種車のものを流用する。外部塗色は銀色である。

### タキ46000形への改造
38 t 積濃硫酸専用車で、1985年（昭和60年）から1990年（平成2年）にかけてタキ45000形から71両（コタキ46000 - コタキ46070）が改造された。タンク体を普通鋼製の新規製作品に更新し、台枠・台車・ブレーキ装置は種車のものを流用する。外部塗色は黒色である。

## 運用の変遷
本系列は標準形式として大量に製作され、石油専用列車の他にも、一般の貨物列車に併結され地方の小規模油槽所などへの運用も多数存在した。一時は日本オイルターミナル所有の車両が両形式に存在し、タキ43000形と同一の青15号（濃青色）塗色で使用された。
新日本石油・昭和シェル石油・モービル石油など所有者は多数に上るが、石油会社がタンク車を直接所有する輸送体制は本系列が事実上最後となり、後継形式であるタキ40000形・タキ38000形以降の形式では日本石油輸送・日本オイルターミナルなどの専門輸送業者が所有する体制に移行した。
近年では輸送単位の大型化・集約化が進み、運転速度向上の要請や老朽化、タキ1000形の製作による取替えの進行などで急速に淘汰が進んだ。2006年（平成18年）度末の在籍数は2形式合計357両にまで減少している。
残存車は需要の増加する冬季に臨時輸送用に用いられるほか、米軍横田基地向け燃料（ジェット燃料で油種は「JP-8」）輸送用として、拝島 - 安善間で運用された車両が存在した。これは「米タン」と通称される運用で、従前から用いていたタキ3000形を置換え、日本陸運産業所属車が1996年（平成8年）頃から使用されていたが、平成20年頃から日本石油輸送所属のタキ38000形に代替した後にこちらもタキ1000形に置き換わっている。

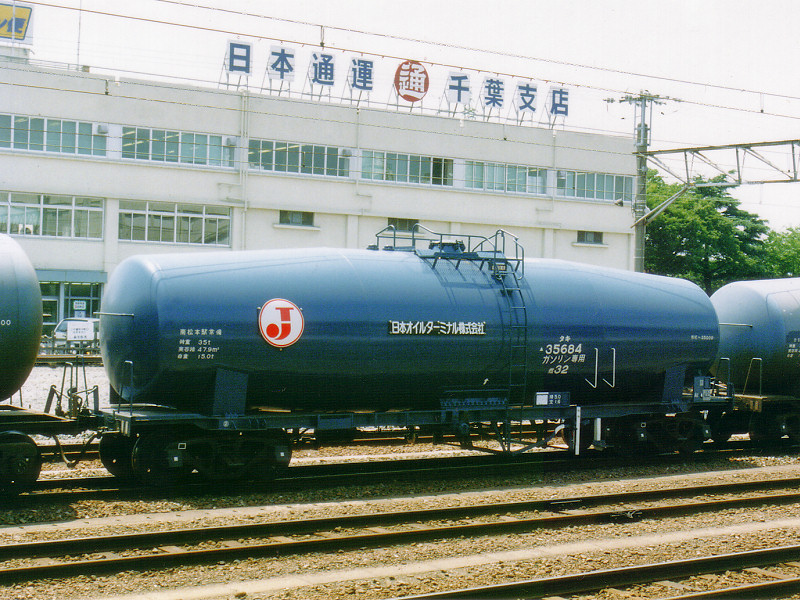
日本オイルターミナル所有車（タキ35684）
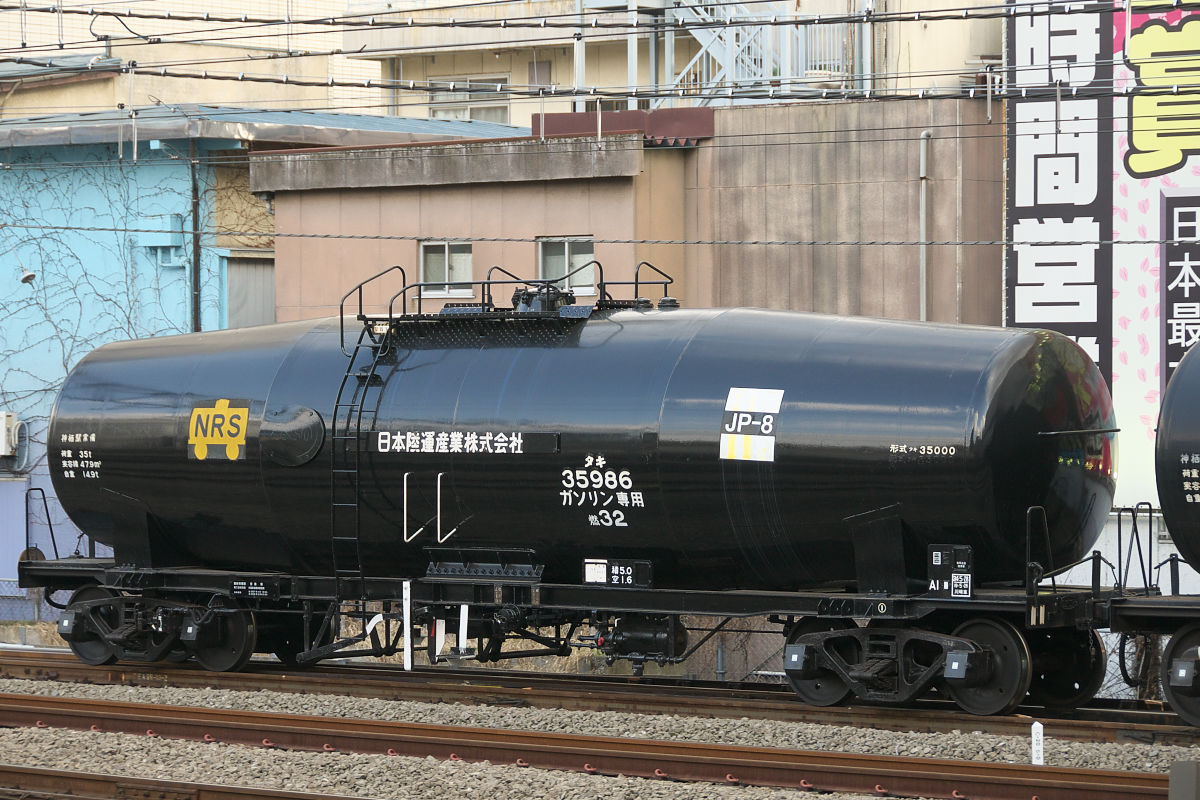
米軍燃料輸送用車（タキ35986）

## 派生形式

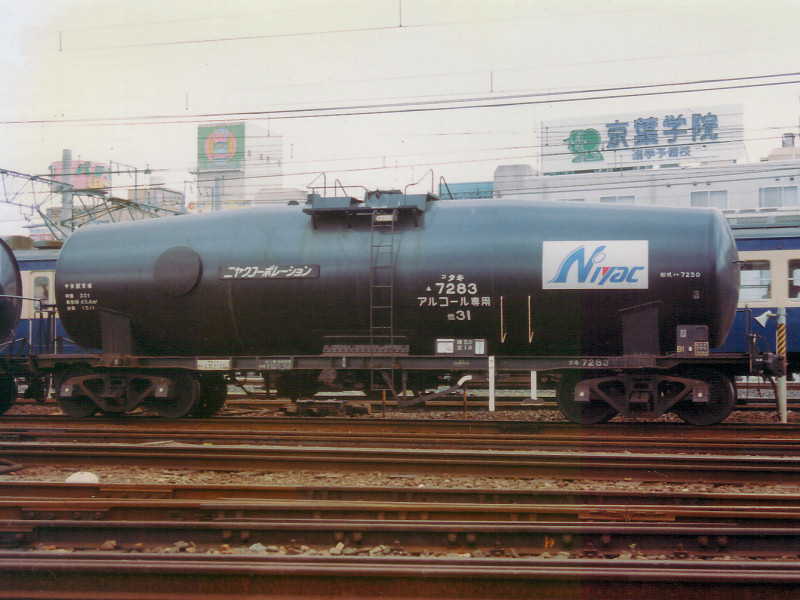
タキ7250形 （^{コ}タキ7283・蘇我駅）
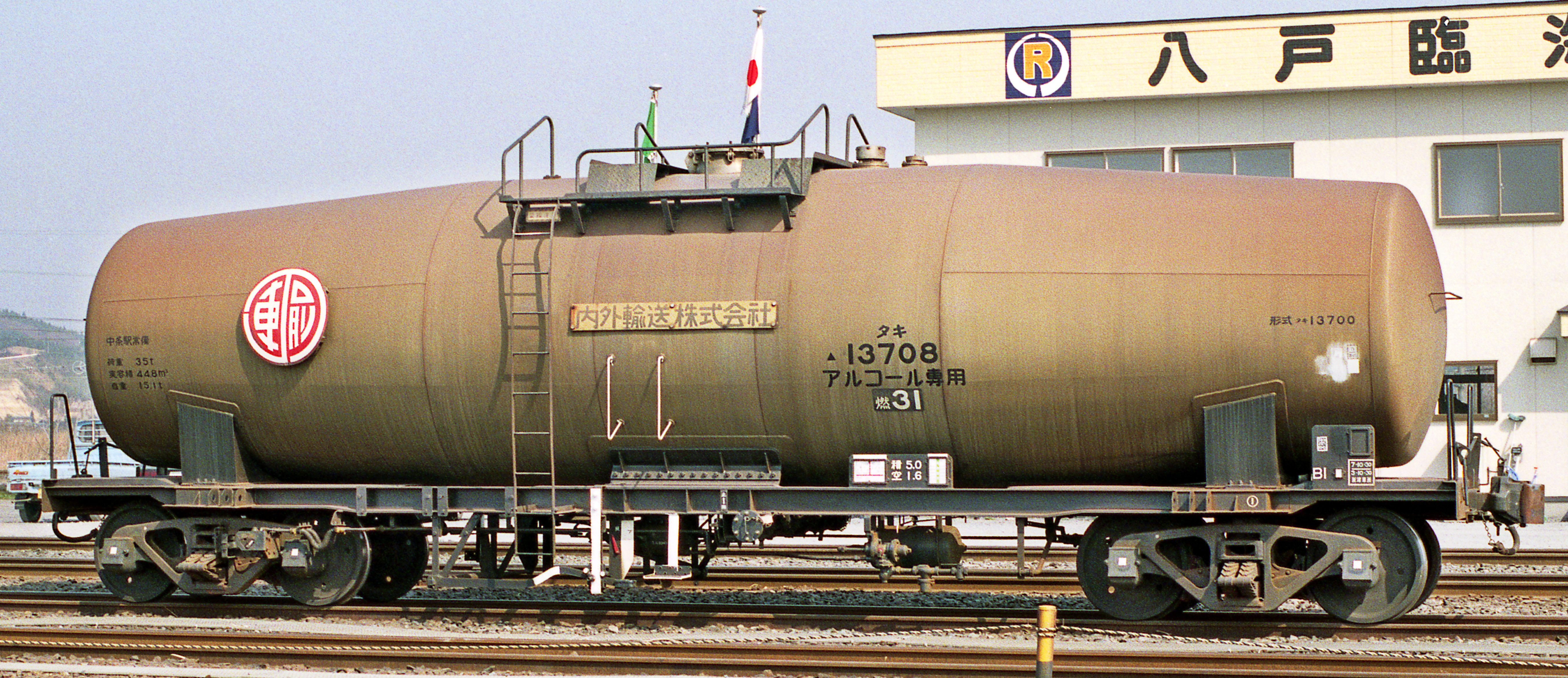
タキ13700形 （タキ13708）
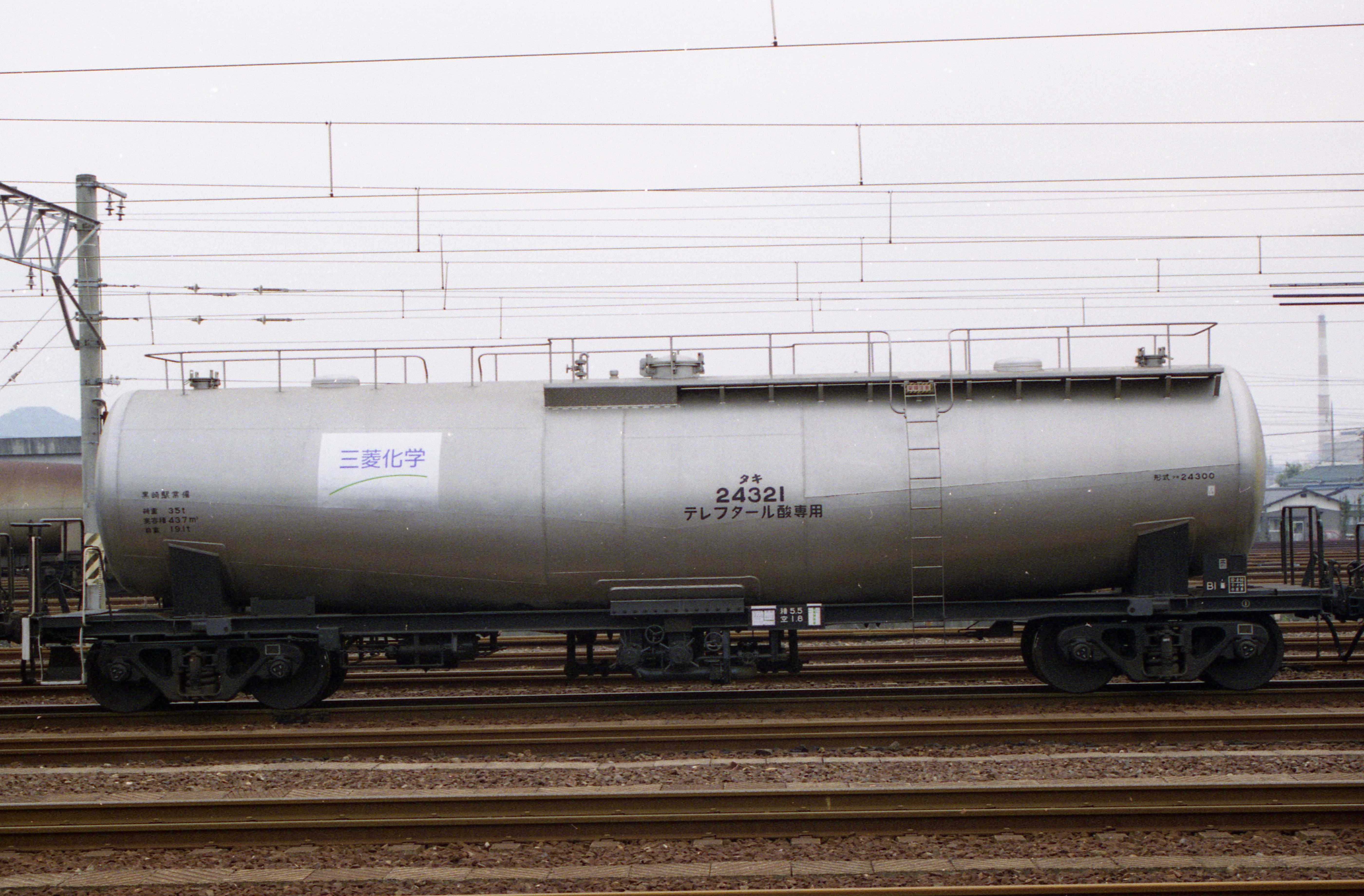
タキ24300形 （タキ24321・新南陽駅）

本系列は工作が容易で、タキ9900形のような強度上の懸念も少ないことから、本形式の設計を応用した各種の形式が製作された。本節では主な形式を採り上げる。
タキ7250形
35 t 積アルコール専用車で、1967年（昭和42年）から1970年（昭和45年）にかけて115両（コタキ7250 - コタキ7299・コタキ17250 - コタキ17299・コタキ27250 - コタキ27264）が製作された。
タキ13700形
35 t 積アルコール専用車で、1969年（昭和44年）から1974年（昭和49年）にかけて30両（タキ13700 - タキ13729）が富士重工業にて製作された。タンク体がステンレス製に変更されている。
タキ14900形
39 t 積ホルマリン専用車で、1969年（昭和44年）3月24日に5両（コタキ14900 - コタキ14904）が汽車製造にて製作された。
タキ23800形
35 t 積ラテックス専用車で、1972年（昭和47年）から1991年（平成3年）にかけて34両（タキ23800 - タキ23833）が日本車輌製造、富士重工業にて製作された。製作時期により形態に相違があり、本形式の仕様に基づく車両は7両（タキ23800 - タキ23803, タキ23819 - タキ23821）である。
タキ24300形
35 t 積テレフタール酸専用車で、1974年（昭和49年）から1977年（昭和52年）にかけて61両（タキ24300 - タキ24360）が三菱重工業にて製作された。タンク体はステンレス製である。
- タキ7250形
（コタキ7283・蘇我駅）
- タキ13700形
（タキ13708）
- タキ24300形
（タキ24321・新南陽駅）